# Łęczna (gmina w guberni lubelskiej)
Łęczna  (od 1874 Ludwin) – dawna gmina wiejska istniejąca w XIX wieku w guberni lubelskiej. Siedzibą władz gminy była Łęczna, która nie wchodziła w jej skład, tworząc odrębną gminę miejską.
Za Królestwa Polskiego gmina Łęczna należała do powiatu lubartowskiego w guberni lubelskiej.
Gmina została zniesiona w 1874 roku przez przemianowanie na gmina Ludwin.
Obecna gmina Łęczna jest nowym tworem (od 1973) o zupełnie innych granicach. Natomiast obecna gmina Ludwin jest kontynuacją dawnej gminy Łęczna.